# Tioflavin
Tioflavin (eng. Thioflavin) kan syfta på den ena eller andra av två färgämnen som användes för färgning inom området histologi.
Tioflavin-T (Basic Yellow 1 eller CI 49005) är ett organiskt salt som erhålles vid metylering av dehydrotiotoluidin med metanol i närvaro av  saltsyra och används för att synliggöra såväl plack som består av beta-amyloid-proteiner - och som finns i hjärnor hos patienter som har Alzheimers sjukdom - som andra amyloid-proteiner.
Tioflavin-S är en homogen blandning av ämnen som uppstår vid metylering av dehydrotiotoluidin med  sulfonsyra. Även detta används till färgning av Alzheimers-plack. Liksom tioflavin-T binder det till amyloid-fibriller men inte till monomerer och ger en distinkt färg-differens relaterad till sin bindning. Emellertid kan det inte användas till kvantitativ mätning av fibrill-lösningar på grund av dess höga bakgrundsfluorescens.